# Joris Vorstius
Joris Vorstius (* 29. Juni 1894 in Sterkrade; † 2. Februar 1964 in Berlin) war ein deutscher Bibliothekar. 

## Leben
Nach dem Besuch des Gymnasiums in Wesel studierte Vorstius  Klassische Philologie, deutsche Philologie und Theologie an den Universitäten in Göttingen und Marburg/L. Nach dem Staatsexamen für den höheren Schuldienst (1916) promovierte er 1917 an der Universität Marburg/L. Nach einer Tätigkeit als Bibliothekar an der Universitätsbibliothek Marburg (1917 bis 1920) war er seit 1920 an der Preußischen Staatsbibliothek in Berlin tätig, von 1946 bis 1955 dann an der Deutschen Staatsbibliothek in Berlin-Ost. Außerdem lehrte er von 1948 bis 1960 als Professor für Bibliothekswissenschaft an der Universität Berlin.

## Schriften (Auswahl)
- Die Reimbrechung im frühmittelhochdeutschen Alexanderliede. Dissertation Universität Marburg/L. 1917.
- (zus. mit Rudolf Hoecker): Bibliographie des Bibliotheks- und Buchwesens 1925 (= Beihefte/Zentralblatt für Bibliothekswesen, Bd. 58), Leipzig 1927.
- (als Mit-Hrsg.): Internationale Bibliographie des Buch- und Bibliothekswesens. Harrassowitz, Leipzig 1926 (1928) – 1940 (1941).
- Grundzüge der Bibliotheksgeschichte. Harrassowitz, Leipzig 1935 (8. Aufl., bearb. von Siegfried Joost. Harrassowitz, Wiesbaden 1980, ISBN 3-447-01909-3).
- Ergebnisse und Fortschritte der Bibliographie in Deutschland seit dem Ersten Weltkrieg (= Beihefte/Zentralblatt für Bibliothekswesen, Bd. 74). Harrassowitz, Leipzig 1948.
- Die Sachkatalogisierung in den wissenschaftlichen Allgemeinbibliotheken Deutschlands. Harrassowitz, Leipzig 1948.
- (zus. mit Helmut Kind): Der Schlagwortkatalog der Universitäts- und Landesbibliothek Halle (Saale) (= Beihefte/Zentralblatt für Bibliothekswesen, Bd. 76). Harrassowitz, Leipzig 1953.
- Die Erforschung des Buch- und Bibliothekswesens in Deutschland 1933–1945 (= Safaho monographs, Bd. 6). Erasmus, Amsterdam 1969.
- Das Gesamtgebiet der Bibliographie. In: Peter R. Frank (Hrsg.): Von der systematischen Bibliographie zur Dokumentation (= Wege der Forschung, Bd. 144). Wissenschaftliche Buchgesellschaft, Darmstadt 1978, S. 225–277, ISBN 3-534-05579-9.